# 矮化
矮化（わいか）とは、動植物が近縁の生物の一般的な大きさよりも小形なまま成熟することを指す。主に園芸分野において使われる用語。
矮化の原因としては、遺伝によるもの、環境の影響、ウイロイド等の感染による病気、人為的な矮化（矮化剤処理や接ぎ木など）などがある。また、植物ホルモンであるブラシノステロイドやジベレリンは、植物において茎などの伸長に重要な働きをしていることが知られており、これら植物ホルモンの合成や感受性に欠陥を持つ突然変異体の中には、矮化した表現型を持つものも見られる。